# Jakub Romiszewski
Jakub Romiszewski z Romiszowic (Romiszewic) herbu Jelita (ur. ok. 1470 – zm. po 1533) – łowczy łęczycki (1506–1533), protoplasta rodu Stokowskich herbu Jelita
Syn Piotra (Piotrasza) Romiszo(e)wskiego i Petronelli z Rękoraja. Wnuk Jarosława z Remiszewic, łowczego sieradzkiego (1453–1465), uczestnika bitwy z zakonem krzyżackim pod Chojnicami (1454).
W latach 80. XV w. uczestniczył zbrojnie w wyprawach królewskich. 
Po ojcu odziedziczył Rajsko, Zbigniewice, Pokrzywkę, a po matce Nieprzecznię, Polankę i Zawadę (w ziemi krakowskiej). Właściciel Rąbienia, Wierzanowic, Bedonia, Mileszek, Chojen Dużych i Małych. Posiadał także dożywocie na Romiszewicach, Zamościu i Świńsku.
W 1494 poślubił Annę z Łęk i Stoków herbu Topór (wnuczkę Sieciecha z Łęk), która wniosła mu w posagu Stoki, Lipiny, Wolę Stokowską i Wolę Mieczkową. 
Jakub z Anną mieli czworo dzieci: 
- Rafała Romiszewskiego,

- Jana Romiszewskiego (Stokowskiego), kasztelana konarskiego łęczyckiego, żonatego z Katarzyną Leżeńską, wnuczką wojewody sieradzkiego Sędziwoja z Leżenic i najprawdopodobniej Jakuba Szydłowieckiego[1], a siostrą kasztelana Jana Leżeńskiego,

- Jadwigę Romiszewską za Oleśnickim z Pińczowa,

- Elżbietę Romiszewską za Gniewoszem z Birdzicy.

W kolejnych pokoleniach potomkowie Jakuba i Anny Romiszewskich zaczęli używać nazwiska Stokowscy – od nazwy dóbr Stoki. Nazwisko Stokowski pojawia się po raz pierwszy w dokumentach ok. 1570. Pisali się jednak zawsze Stokowskimi z Romiszowic/Remiszewic dla odróżnienia od innych rodzin o nazwisku Stokowski (np. Stokowskich h. Drzewica) – niewywodzących się z Romiszewic i niebędących Jelitczykami. 